# بالتوس
بالتازار کلوسوفسکی درولا (به فرانسوی: Balthasar Kłossowski de Rola) (تولد ۲۹ فوریه ۱۹۰۸-مرگ ۱۸ فوریه ۲۰۰۱) معروف به بالتوس نقاش مدرن فرانسوی-لهستانی بود. او را با نقاشی‌های اروتیک رمزآلودش همچون درس گیتار می‌شناسند.

## زندگی‌نامه
بالتازار کلوسوفسکی درولا در ۲۹ فوریه ۱۹۰۸ در خانواده‌ای فرهنگی در پاریس به دنیا آمد. پدرش اریک مورخ هنری بود و مادرش الیزابت دوروتی اسپیرو معروف به بالادین، نقاش بود. معاشرین خانواده‌اش در پاریس ابتدای قرن بیستم افرادی چون ژان کوکتو و آندره ژید بودند.
در سال ۱۹۱۴ خانواده کلوسوفسکی مجبور به ترک پاریس شدند و پس از اقامت کوتاهی در زوریخ به برلین رفتند. پدر و مادر بالتوس وقتی که او نه ساله بود از یکدیگر جدا شدند و به این ترتیب مادر به همراه بچه‌ها به برن نقل مکان کرد.

در سال ۱۹۲۱ با حمایت‌های شاعر نامدار راینر ماریا ریلکه که رابطه عاشقانه‌ای با مادرش داشت توانست مجموعه‌ای از نقاشی‌هایش را در کتابی به نام میتسو منتشر کند. پس از بازگشت به پاریس بالتوس جوان با جدیت بیشتر نقاشی را پی گرفت. در آنجا با پیر بونار و موریس دنیس نقاشان پاریسی آشنا شد و به تشویق آن‌ها شروع به تقلید از نقاشی‌های موجود در موزه لوور کرد.

در جوانی به منظور آموختن نقاشی دیوار در کلیسا به ایتالیا رفت و در کنار این تجربه به مدت کوتاهی از آموزش آکادمیک نیز بهره‌مند شد. در سال ۱۹۳۳ بالتوس شروع به کشیدن تابلوهای اروتیکی کرد که بعدها به خاطر آن‌ها شهرت پیدا کرد. در کارهای او بدن هوس‌انگیز زنان جوان، بیش از آنکه شهوت‌آمیز به نظر برسد، پریشان‌کننده است و معمولاً کشش غریزی را با بازیگوشی معصومانه همراه می‌کند.

این مجموعه تابلوها با نقدهایی نیز روبرو شد و به بالتوس اتهام انحراف جنسی نیز زده شد با این حال بیشتر نقدها و تفسیرها در راستای تأیید نگاه رازآلود نقاش به پیکر دختران تازه‌بالغ و روایتی صادقانه از دردها و ناراحتی‌های آن‌ها می‌دانند.
در آخرین دهه زندگیش و به علت ناتوانی بدنی در نقاشی‌کشیدن به عکاسی پولاروید رو آورد. آثار او در بسیاری از موزه‌ها و مجموعه‌های معتبر جهان نگهداری می‌شود.
بالتوس در ۱۸ فوریه ۲۰۰۱ در روسینی‌یر سوییس درگذشت.

## نگارخانه

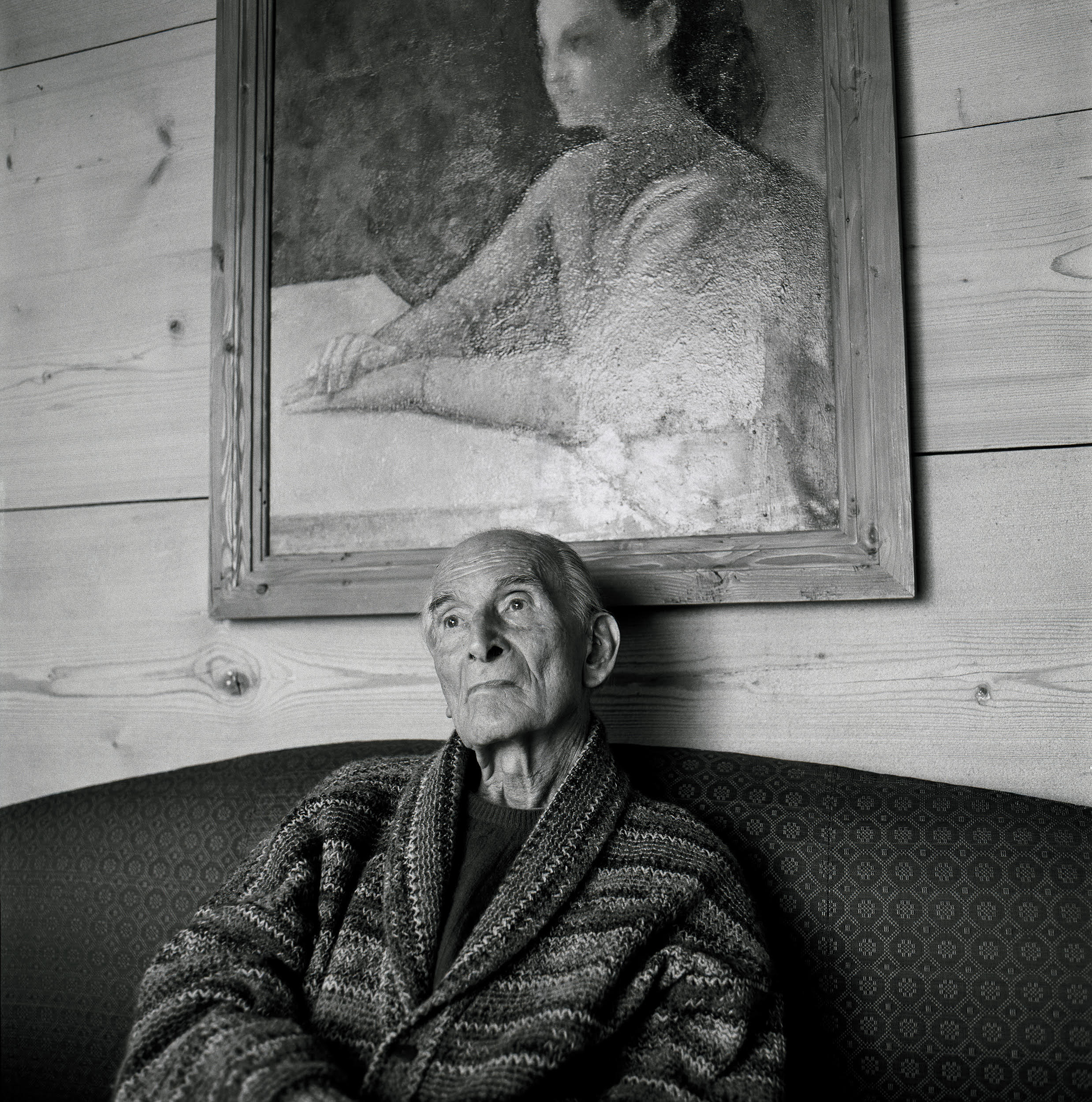
این تصویر بالتوس توسط الیور مارک در سال ۲۰۰۰ به تصویر کشیده شده‌است.
برهنه با بازوها، رنگ روغن روی بوم، اثر بالتوس سال ۱۹۵۱
درس گیتار، ۱۹۳۴، رنگ روغن روی بوم